# Санширо Сугата
„Санширо Сугата“ (на японски: 姿三四郎, по Система на Хепбърн: Sugata Sanshirō), срещан и като „Гений на джудото“, е японски пълнометражен игрален филм от 1943 г., дебют на режисьора Акира Куросава. Сценарият, по едноименната повест на Цунео Томита, е също дело на Куросава.
Лентата разказва за съревнованието на бойните стилове джудо и жиу-жицу в края на XIX век, като представя историята на млад и известен майстор. Главният персонаж е вдъхновен от един от най-ранните джудисти - Широ Сайго. Актьорът превъплъщаващ се в тази роля Сусуму Фуджита придобива широка известност в страната след филма. Кинопродуктът дава начало на сътрудничеството между Куросава и актьора Такаши Шимура.
През 1944 г. филмът е подложен на цензура и ок. 600 м от лентата е изрязана. Орязаните сцени са изгубени по време на войната. „Санширо Сугата“ има продължение, направено от Куросава две години по-късно и няколко римейка от други японски режисьори.

## Сюжет
Внимание:  Текстът по-долу разкрива сюжета на произведението (или части от него)!
1882 г. Ерата на Мейджи, Токио, Япония. Санширо Сугата пристига в школата на Сабуро Момма, за да учи жиу-жицу. Вечерта част от учениците в школата, заедно със своя учител, видимо почерпени, се готвят да участват в двубой с учителя Шогоро Яно – майстор по новия боен стил „джудо“. Конфликтът между двете школи е зароден от интереса на полицията да наеме майстор по бойни изкуства. Учителят Яно пристига на един мост и веднага е нападнат от учениците на Момма. Той с лекота ги хвърля в реката. Накрая надвива и самия главатар. Всичко това се развива пред очите на Сугата, който седи отстрани. Рикшата, с която е пристигнал майсторът по джудо, остава без водач. Впечатленото момче моли да закара учителя. Победителят се съгласява.
Минава време. Сугата се бие по улиците, прилагайки своите джудо умения. След боя той се явява пред учителя Яно, за да се извини за поведението си. Шогоро Яно признава, че младият джудист е силен, но не може да вникне в същността на изкуството „джудо“. За да докаже, че е способен да умре за учителя си, ученикът се хвърля в едно блато, близо до доджото на Яно. Сугата остава цяла нощ във водите, докато на сутринта един лотос не разцъфва. Момчето излиза от езерото и със съкрушена гордост проси прошка от учителя си.
След време пред школата пристига Генноске Хигаки, който търси Шогоро Яно. Той иска да премери сили с някой от учениците на Яно. Сугата го поканва вътре. Хигаки с лекота надвива всеки ученик от джудо школата. Накрая Сугата изявява желание да се изправи сред непобедимия съперник, но заради провинението си не му позволяват.
Полицията отново обявата състезание, в което школите по бойни изкуства ще премерят сили. От победителя ще бъдат наети няколко ученици да помагат на полицаите. Сред школите участници е и тази на Сабуро, която иска реванш от Яно, заради унизителната загуба от него. Сугата се изправя пред Сабуро Момма. В схватката учителят по жиу-жицу губи живота си. Школата Сабуро е разорена, а дъщерята на покойника се опитва да убие младия майстор. Сугата получава слава из цяло Токио. Следващият му противник е учителя Ханске Мураи. Хигаки предлага да се яви вместо Мураи, но Сайо, която той ухажва, е силно убедена в победата на своя баща. Тя се среща случайно със Сугата в един шинтоиски храм, където се моли за победата на Мураи. Когато двамата разбират кои са, спират да се срещат помежду си.
Двубоят между Сугата и Ханске Мураи е дълъг, но младият майстор успява да преметне няколко пъти опонента си. Накрая Мураи се признава за победен. След боя Сугата и Сайо се сближават. Момчето често посещава Мураи, чийто сили почват да го напуска. Дълго очакваното съревнованието между Хигаки и Сугата се състои на един ветровит хълм. Боят е ожесточен, на живот и смърт. Потресена, Сайо наблюдава отстрани как Хигаки взима надмощия в двубоя. В съзнанието на Сугата изниква образа на разцъфналия лотос от блатото и той успява да хвърли опонента си от хълма. Хигаки оцелява след двубоя, но се променя. Сугата заминава, заедно със Сайо, в Йокохама.

## Актьорски състав
| Име на актьора   | Име на персонажа (бълг. ез.) | Оригинално име на персонажа | Описание                          |
| ---------------- | ---------------------------- | --------------------------- | --------------------------------- |
| Сусуму Фуджита   | Санширо Сугата               | 姿三四郎                    | Млад майстор по джудо.            |
| Денджиро Окочи   | Шогоро Яно                   | 矢野正五郎                  | Учител по джудо на Сугата.        |
| Такаши Шимура    | Ханске Мураи                 | 村井半助                    | Баща на Сайо и опонент на Сугата. |
| Юкико Тодороки   | Сайо                         | 小夜                        | Дъщеря на Мураи.                  |
| Йошио Косуги     | Сабуро Момма                 | 門馬三郎                    | Учител по жиу-жицу.               |
| Ранко Ханаи      | Осуми                        | お澄                        | Дъщеря на Момма.                  |
| Рюноске Цукигата | Генноске Хигаки              | 檜垣源之助                  | Противник на Сугата.              |
| Акитаке Коно     | Йошимаро Дан                 | 壇義麿                      |                                   |
| Шоджи Кийокава   | Юджиро Тода                  | 戸田雄次郎                  |                                   |
| Кунио Мита       | Кохеи Цудзаки                | 津崎公平                    |                                   |
| Акира Накамура   | Тораноске Ниисеки            | 新関虎之助                  |                                   |
| Сугисаку Аояма   | Цунетами Иимура              | 飯沼恒民                    |                                   |
| Кокутен Кодо     | Ошо                          | 和尚                        | Будиски свещеник                  |
| Ичиро Сугаи      | Командир Мишима              | 三島総監                    | Командир на отряд самураи         |

## Създаване на филма

### Правата и сценария
След завършването на филма „Жребчето“ (реж. Каджиро Ямамото), Акира Куросава е освободен от задълженията си на асистент-режисьор от Ямамото. Той започва да се занимава с писането на сценарии. Някои негови творби печелят награди в конкурси, други пише за различни японски кинокомпании („Тохо“, „Даиеи“), за да се издържа. Получава предложение да направи филм по един свой сценарий „Немецът от храма Дарумадера“. В етапа на подготовка обаче продукцията е закрита, заради въведеното военновременно ограничение върху филморазпространението. Сценарият е одобрен от компанията, но отхвърлен от Управлението за цензура на Министерството на вътрешната работа. Още няколко сценария на Куросава са спряни от там: „Хиляда и една нощ в леса“ и „Цветето на Сан Пагита“. Твърди се, че причината е силното американско влияние в творбите. След тяхното „погребване“ бъдещият кинорежисьор пише „На 300 ри в тила на противника“, по приключенския роман на Хотаро Яманака, чието действие се развива по време на Руско-японската война. Избира темата, за да премине през Управлението за цензура. Сценарият обаче е отхвърлен, този път от компанията „Тохо“, заради статута на новак в кариерата на Куросава. С помощта на Каджиро Ямамото творбата е публикуване в „Еига хюрон“.
Куросава пише още няколко сценария, съгласно изискванията на времето („Духът на младостта“ и „Триумфът на крилете“). Един ден прочита във вестника обява за излизането на повест озаглавена „Санширо Сугата“. В обявата се споменава само, че книгата разказва за живота на млад майстор по джудо, но това стига да подбуди интереса на бъдещия режисьор. Отива в дома на Нобуйоши Морита – тогавашният ръководител на плановия отдел на „Тохо“ и го моли да купи правата за екранизацията на „Санширо Сугата“. Морита съветва въодушевения кинотворец първо да прочете творбата и ако е хубаво ще я вземат.
През следващите дни Куросава непрекъснато обикаля книжарниците на Шибуя. Една вечер книгата излиза на пазара и бъдещият режисьор я грабва и изчита набързо. Куросава отива при Нобуйоши Морита, още когато сутринта не е настъпила, и му дава повестта, убеден че от нея ще се получи добър филм. Освен това историята е „безопасна“, много японска и преди всичко популярна; принадлежи към жанра исторически роман.
На другия ден Томоюки Танака, от плановия отдел, отива при автора на книгата Цунео Томита, за да откупи правата, но се връща без отговор. Същият този ден още две филмови компании – „Даиеи“ и „Шочику“ се обръщат към Томита за екранизация на „Санширо Сугата“. И двата филморазпространителя обещават за ролята на главния персонаж звезди от първа величина. Решението за правата обаче взема съпругата на писателя, която била чела за Куросава в някакво списание. Тя смята, че бъдещият режисьор има многообещаващо бъдеще и склонява Томита да продаде повестта си на „Тохо“.
Куросава пише сценария по „Санширо Сугата“ на един дъх и веднага го дава на своя ментор Каджиро Ямамото за забележки. По това време Ямамото снима „Морски сражения от Хаваите до Малая“ и няма особено свободно време. Режисьорът обаче намира начин да погледни бъдещия кинопродукт и дава своето одобрение на бившия си асистент-режисьор.

### Снимки
Снимките на Санширо Сугата започват през 1942 г. в една местност край Йокохама. Първият кадър от филма, който е и първата самостоятелна режисьорска работа на Куросава, е когато Сугата и неговия учител Шогоро Яно се качват по дългите стълби на шинтоиския храм. От началото младият кинотворец изпитва притеснение, но в процеса на работа напрежението бързо изчезва.
Някои от сцените търпят критика, като например тази, в която Сугата се хвърля във водите на блатото, за да докаже жертвоготовността си. Изпълнителят в ролята на младия джудо майстор – Сусуму Фуджита, след време споменава на Куросава, за един кинорежисьор, който разкритикувал този епизод. По-специално, казал че лотосът не разцъфва през нощта и когато цветовете му се разтварят не се чува никакъв звук. Куросава обаче подчертава, че главният персонаж е седял цяла нощ във водите до сутринта и се е постарал да предаде това чрез кадрите. А колкото за звука от цветето, един ден режисьорът отива късно сутринта в парка Уено, за да се увери дали са верни приказките, че когато чашките на лотоса се разтварят, се чува тих, но ясен звук. Край едно езеро в парка той чува едвам доловим звук.
Куросава определя работата си по първата си лента като удоволствие. Бюджетът на филма е малък, но екипа прави всичко възможно, за да угоди на режисьора, за негова изненада. Кинотворецът усеща разликите в работата на режисьора и асистента и като цяло определя направата на Санширо Сугата като лесна.
Най-трудната сцена във филма е крайната, в която Сугата се изправя срещу Генноске Хигаки в равнината Укиогахара. За този епизод е нужен силен вятър, за да се отличи от другите моменти в историята. В началото Куросава възнамерява да заснеме сцената в павилион, като използва машина за вятър. Но при вида на декорите режисьорът размисля. Отива в кабинета на администрацията и измолва последната сцена да се снима на открито. Поставят му условие да свърши снимките за три дни. Куросава избира за място на снимането равнинната местност Сенгокухара, в подножието на Хаконе, известна със силните си ветрове. За беда обаче екипа попада на необичайно безветрено време. Те чакат два дни и накрая, в третия, се подготвят за снимки. Неочаквано, преди започването на снимането, се появяват силни ветрове. От този момент работата тръгва по вода и до края на деня екипа е готов със заснемането.
При монтажа Куросава забелязва, че не е направил достатъчно снимки на полето. Оттогава му става правило когато усети, че е завършил снимките, да напрегне сили да направи три пъти по толкова.

### Отзиви на критиката
Общо взето критиката е благосклонна към филма и го определя като добър. Най-неблагоприятно е мнението на Военното министерство, което определя стойността на лентата колкото на един сладолед или бонбон. Управлението за информация на Военноморското министерство обаче заявява, че киното има развлекателна стойност и само тя има значение.
По време на Втората световна война в Япония съществува режисьорски изпити в Управлението на цензура в Министерството на вътрешните работи, в които всеки начинаещ режисьор трябва да се яви заедно с творбата си. В изпитната комисия се канят различни режисьори; в тази на Куросава са поканени Каджиро Ямамото, Ясуджиро Одзу и Томотака Тасака. Ямамото отказва поради неотложни ангажименти.
Начинаещият кинотворец чака почти три часа преди изпита. Цензорите определят Санширо Сугата като дълбоко повлиян от англо-американското, което по това време е забранено. Куросава едва сдържа гнева си по време на изпита. Гневното му избухване е спряно от Одзу, който произнася крайната оценка – „сто“, което е добър резултата, за изненада на разгневения режисьора.
В следващата година 1944 филма е орязан, без да се уведоми екипа, с ок. 600 м от лентата. Отрязаната част се изгубва по време на войната.

## Продължение
Подбудени от успеха на Санширо Сугата, компанията иска от Куросава да направи продължение. Втората част озаглавена Санширо Сугата II излиза на екрана 1945 г. Японският режисьор се съсредоточава върху частта в повестта, където братята на Хигаки искат да отмъстят на Сугата. Както Куросава така и публиката не е доволна от продължението.

## Римейкове
Санширо Сугата претърпява пет римейка. Версиите от 1955 г. и 1965 следват оригиналния сценарий, докато останалите три се отдалечават от основата на повестта и сценария на Куросава.
- Санширо Сугата (姿三四郎, Sugata Sanshirō), 1955, Шигео Танака
- Санширо Сугата (姿三四郎, Sugata Sanshirō), 1965, Сейичиро Учикава
- Ninkyō Yawara Ichidai (任侠柔一代), 1966, Садао Накаджима
- Sugata Sanshirō (姿三四郎, Sugata Sanshirō), 1970, Кунио Уатанабе
- Sugata Sanshirō (姿三四郎, Sugata Sanshirō), 1977, Кихачи Окамото

## DVD издание
На 3 август 2010 г. студио „Criterion Collection“ пуска дивиди бокс сет с първите четири филма на Курсова - „Санширо Сугата“, „Най-красивите“, „Санширо Сугата II“ и „Мъжете, които настъпват опашката на тигъра“ - озаглавен „Eclipse Series 23: The First Films of Akira Kurosawa“.

### Цитирани източници
1. ↑  100 личности — хората променили света. 42. Акира Куросава.   София, Атика Медия, 2008. с. 2.
2. ↑  Кастелов, Красимир. АКИРА КУРОСАВА - ПОРТРЕТИ //   drugotokino.bg, 24 март 2011 г. Посетен на 18 септември 2014 г.
3. ↑  Ohlenkamp, Neil. The Story of Shiro Saigo //   judoinfo.com. Посетен на 8 януари 2015. (на английски)
4. 1 2  Началните надписи в дивиди изданието на „Criterion Collection“.
5. ↑  Куросава 1989, с. 193 – 196.
6. 1 2  Richie 1970, с. 14.
7. ↑  Куросава 1989, с. 198 – 200.
8. ↑  Куросава 1989, с. 201 – 202.
9. ↑  Куросава 1989, с. 202.
10. ↑  Куросава 1989, с. 202 – 203.
11. ↑  Куросава 1989, с. 203 – 204.
12. ↑  Куросава 1989, с. 206.
13. ↑  Куросава 1989, с. 208.
14. ↑  Куросава 1989, с. 209 – 210.
15. ↑  Куросава 1989, с. 210 – 212.
16. ↑  Куросава 1989, с. 213.
17. 1 2  Куросава 1989, с. 214.
18. ↑  Куросава 1989, с. 214 – 215.
19. ↑  Куросава 1989, с. 221 – 224.
20. ↑  „Eclipse Series 23: The First Films of Akira Kurosawa (Sanshiro Sugata / The Most Beautiful / Sanshiro Sugata, Part Two / The Men Who Tread on the Tiger's Tail) (The Criterion Collection)“ //   amazon.com. Посетен на 27 януари 2016. (на английски)